# جون بيتي (سياسي أمريكي)
جون بيتي هو ضابط وسياسي أمريكي، ولد في 16 ديسمبر 1828 في ساندوسكي في الولايات المتحدة، وتوفي في 4 ديسمبر 1914 في كولومبوس في الولايات المتحدة. نشط حزبياً في الحزب الجمهوري. وقد انتخب عضو مجلس النواب الأمريكي ‏ عن دائرة الدائرة الكونغرسية الثامنة لأوهايو ‏.